# Coral (canal de televisión)
Coral 39 es una cadena de televisión abierta dominicana. Es propiedad del Grupo Corripio y es emisora hermana de Teleantillas y Telesistema.
Retransmite varios programas de sus cadenas hermanas y también tiene algunos programas propios. Y también transmiten programas de la cadena CNN en Español. Se encuentra disponible por el canal 39 de la banda UHF en todo el país.

## Historia
En 2013, fue el canal oficial del equipo de béisbol invernal «Los Toros de Este» al transmitiendo todos los partidos de la temporada de pelota invernal de ese año. En 2017, la emisora transmitió los juegos de las Estrellas Orientales.
El programa Revista 110 se trasladó desde Telecentro a Coral después de la adquisición de Telecentro por el Grupo Telemicro.
El 22 de agosto de 2017, Coral 39 cambió su logo y programación.